# I Concilio de Toledo
El Primer Concilio de Toledo fue convocado el 7 de septiembre de 397, finalizando en 400, en Toledo, con la asistencia de diecinueve obispos hispanos, durante la época de los emperadores Arcadio y Honorio (era 435, del consulado de Estilicón).

## Asuntos tratados
La misión principal del concilio fue condenar  todas las herejías, sobre todo el priscilianismo, y reafirmar la fe de Nicea. Además, se establecieron un conjunto de cánones respecto al comportamiento de los clérigos.
Estando sentados los presbíteros y de pie los diáconos y reunidos los demás que asistían al concilio, el obispo Patruino dijo:
 «Porque cada uno de nosotros hemos empezado a obrar de distinta manera en nuestras iglesias, y de aquí se han originado escándalos que casi rayan en verdaderos cismas, si os agrada a todos vosotros decretemos lo que ha de hacerse por todos los obispos al ordenar a los clérigos.»
Los obispos Cartaginenses, Tarraconenses, Lusitanos y Béticos, redactaron veinte cánones y 
XVIII artículos de fe contra las herejías.

### Títulos de los cánones
- I. De los presbíteros y diáconos, si después de su ordenación engendraren hijos.
- II. Que el penitente, si obliga la necesidad, pueda ser nombrado lector u ostiario.
- III. De aquellos que se casaron con viudas, que no sean nombrados diáconos.
- IV. Que el subdiácono, si muerta su esposa se casare con otra, sea reducido a ostiario.
- V. Si el clérigo de cualquier orden fuere perezoso en acudir a la iglesia, sea depuesto.
- VI. Que la joven religiosa no tenga familiaridad con los varones.
- VII. Que el clérigo cuya mujer pecare, tenga potestad de castigarla sin causarle la muerte, y que no se siente con ella a la mesa.
- VIII. De aquel que después del bautismo se inscribiere en la milicia, no sea ascendido al diaconado.
- IX. Que ninguna profesa o viuda, en ausencia del sacerdote cante en su casa el oficio sacerdotal o el lucernario.
- X. Que nadie admita entre el clero al que está obligado a otro sin consentimiento del señor o patrono.
- XI. Que si algún poderoso despojare a cualquiera, y amonestado por el obispo no restituyere, sea excomulgado.
- XII. Que ningún clérigo se aleje de su obispo y se dirija a otro.
- XIII. De aquellos que entran en la iglesia y no comulgan, queden excomulgados.
- XIV. Que se expulse como sacrílego al que recibiere la Eucaristía y no la consumiere.
- XV. De aquellos que son excomulgados por los obispos, que ninguno se acerque a ellos.
- XVI. Que si cometiere adulterio la mujer consagrada a Dios, haga penitencia durante diez años. Y si tomare marido no se la admitirá a penitencia hasta que se haya separado del marido.
- XVII. Que sea privado de la comunión aquel que teniendo ya esposa tuviere también una concubina.
- XVIII. Si la viuda del sacerdote o del levita se volviere a casar, sólo recibirá la comunión al fin de su vida.
- XIX. Si la hija religiosa del sacerdote o del diácono pecare, sólo recibirá la comunión al fin de su vida.
- XX. Que fuera del obispo nadie bendiga el crisma.

### Profesiones de fe
Fueron redactadas las XVIII profesiones de fe contra las herejías, precedidas de un texto doctrinal en forma de credo:
«Credimus in unum verum Deum Patrem et Filium et Spiritum Sanctum, ... sed a Patre Filioque procedens.»
«Creemos en un solo Dios verdadero, Padre, Hijo y Espíritu Santo, ... que procede del Padre y del Hijo.»
La inclusión de la cláusula Filioque generó posteriormente serias disputas teológicas, originando la escisión de la Iglesia ortodoxa.
Las Profesiones de fe permiten apreciar las preocupaciones doctrinales de la época y el criterio dominante de la jerarquía de la Iglesia:
I. Si alguno dijere o creyere que este mundo y todas sus cosas no fueron hechas por Dios Omnipotente, sea anatema.
[...]
XV. Si alguno juzga que debe creerse en la astrología o en las matemáticas, sea anatema.
[...]
XVIII. Si alguno sigue o profesa en estos errores de la secta de Prisciliano, de modo que al administrar el bautismo de salvación procede de otra manera distinta, y en contra de la sede de San Pedro, sea anatema.

### Condena del priscilianismo
Después de celebrado el concilio, y concluidas las diversas causas judiciales, también se redactaron profesiones de fe contra la secta de Prisciliano. El obispo Sinfosio dijo:
«Condeno, juntamente con su autor todos los libros heréticos y en especial la doctrina de Prisciliano, según acaba de ser expuesta, donde se afirma que escribió que el Hijo de Dios no puede nacer.»
Pasaron 127 años antes de que se celebrara el II Concilio de Toledo.